# ユートピアル
ユートピアル（Utopiales）は、フランスのナントで毎年開催されている国際SF大会で、同種の大会としてはヨーロッパで最大のイベントと考えられている。

## 概要
ヨーロッパの視点から、サイエンス・フィクションやファンタジー文学、映画、ファインアート、漫画、ロールプレイングゲーム、アニメーションを扱っている。
専門的なスタッフが運営しているこの祭典は、ナント市が一部資金を負担しており、SFファンダムによって行われた従来のイベントとは違って、多くのスポンサー企業がいる。ユートピアルはSF文学の貢献者に「ユートピア賞」を授与しており、過去の受賞者にはロバート・シルヴァーバーグ、ジャック・ヴァンス、ブライアン・オールディス、フレデリック・ポール、クリストファー・プリースト、マイケル・ムアコックなどがいる。